# Schoenoplectiella erecta
Espèce
Schoenoplectiella erecta est une espèce de plantes de la famille des Cyperaceae.

## Liste des sous-espèces
Selon Catalogue of Life (28 août 2015) :
- sous-espèce Schoenoplectiella erecta subsp. erecta
- sous-espèce Schoenoplectiella erecta subsp. raynalii

Selon World Checklist of Selected Plant Families (WCSP) (28 août 2015) :
- sous-espèce Schoenoplectiella erecta subsp. erecta
- sous-espèce Schoenoplectiella erecta subsp. raynalii (Schuyler) Beentje, Fl. Trop. E. Afr. (2010)

Selon NCBI (28 août 2015) :
- sous-espèce Schoenoplectiella erecta subsp. raynalii

Selon The Plant List (28 août 2015) :
- sous-espèce Schoenoplectiella erecta subsp. raynalii (Schuyler) Beentje